# 布爾肖爾斯 (阿肯色州)
布爾肖爾斯（英語：Bull Shoals）是一個位於美國阿肯色州馬里昂縣的城市。

## 地理
布爾肖爾斯的座標為36°22′51″N 92°35′08″W / 36.38083°N 92.58556°W，而該地的平均海拔高度為244米（即801英尺）。

## 人口
根據2020年美國人口普查的數據，布爾肖爾斯的面積為12.87平方千米，當中陸地面積為12.70平方千米，而水域面積為0.17平方千米。當地共有人口1952人，而人口密度為每平方千米151人。